# Rudka (powiat Bielski)
Rudka is een dorp in het Poolse woiwodschap Podlachië, in het district Bielski (Podlachië). De plaats maakt deel uit van de gemeente Rudka en telt 1400 inwoners.